# Ormyrus silvae
Ormyrus silvae är en stekelart som beskrevs av Girault 1925. Ormyrus silvae ingår i släktet Ormyrus och familjen kägelglanssteklar. Inga underarter finns listade i Catalogue of Life.